# Ianthopsis vanhoeffeni
Ianthopsis vanhoeffeni là một loài chân đều trong họ Acanthaspidiidae. Loài này được Just miêu tả khoa học năm 2001.